# ستيف كانون (كاتب)
ستيف كانون (بالإنجليزية: Steve Cannon)‏ (1950، نيو أورلينز في الولايات المتحدة - 7 يوليو 2019، نيويورك في الولايات المتحدة)؛ كاتب وروائي أمريكي.